# Санта-Марія-де-Ордас
Санта-Марія-де-Ордас (ісп. Santa María de Ordás) — муніципалітет в Іспанії, у складі автономної спільноти Кастилія-і-Леон, у провінції Леон. Населення — 329 осіб (2010).
Муніципалітет розташований на відстані близько 310 км на північний захід від Мадрида, 24 км на північний захід від Леона.
На території муніципалітету розташовані такі населені пункти: (дані про населення за 2010 рік)
- Адрадос-де-Ордас: 25 осіб
- Кальєхо-де-Ордас: 25 осіб
- Формігонес: 22 особи
- Ріокастрільйо-де-Ордас: 19 осіб
- Санта-Марія-де-Ордас: 63 особи
- Сантібаньєс-де-Ордас: 53 особи
- Сельга-де-Ордас: 17 осіб
- Вільяподамбре: 26 осіб
- Вільярродріго-де-Ордас: 79 осіб

## Демографія
Динаміка населення (INE ):